# Лордугин, Пётр Данилович
Пётр Данилович Лордугин (вторая половина 1818 года, предположительно, Кавказская губерния — 5 (17) июня 1890 года, Пятигорск, Терская область) — русский религиозный деятель.

## Биография
Казак станицы Лысогорской, родился во второй половине 1818 года. Рос без отца, погибшего в стычке с разбойниками. Участник Кавказской войны. После войны — мещанин города Георгиевска. Был дважды женат. Член Общества восстановления Православного христианства на Кавказе, занимавшегося распространением православия среди народов Северного Кавказа. Член «Общества для распространения Священного Писания в России». Член-сотрудник Императорского Православного Палестинского Общества. Последний период жизни провёл в Пятигорске, где 5 (17) июня 1890 года скончался и был погребён.

## «Старый Израиль»
По утверждению православных миссионеров Владикавкавказской епархии, был видным деятелем религиозного движения «Старый Израиль» (шалопутов), руководил общинами Терской области и Закавказья. После кончины в 1886 году главы «Старого Израиля» Перфила Катасонова общины Лордугина признали его новым главой движения. После кончины Петра Даниловича его последователями в количестве примерно 8000 человек руководила его вдова Александра Тимофеевна.

## Упоминания
- В романе Максима Горького «Жизнь Клима Самгина» Марина Зотова, вдова одного из родственников Лордугина, причисляет его к «духовным вождям, которых сам народ выдвигал мимо университетов».
- Плотников К. Н. «История и обличение русского сектантства (мистического и рационалистического)». / Сост. применительно к курсу духов. семинарий К. Плотников. — 3-е изд., испр. и доп. — Петроград: Тип. И. В. Леонтьева, 1916.
- Бондарь С. Д. «Секты хлыстов, шалопутов, духовных христиан, старый и новый Израиль и субботников и иудействующих: краткий очерк». — Петроград: типография В. Д. Смирнова, 1916.
- Клибанов А. И. «История религиозного сектантства в России (60-е гг. XIX в. — 1917 г.)». — М.: Наука, 1965.
- Эткинд А. М. «Хлыст: секты, революция и литература» / Кафедра славистики Университета Хельсинки. — М.: Новое литературное обозрение, 1998.
- Хлысты // Энциклопедический словарь Брокгауза и Ефрона : в 86 т. (82 т. и 4 доп.). — СПб., 1890—1907.